# Acritarca
Em paleontologia, denominaram-se como acritarcas um grupo de micro-fósseis esféricos, de parede celular orgânica, que foram encontrados em rochas do eon Precambriano, com cerca de 1,8 biliões de anos.
Por causa da sua semelhança com fósseis mais recentes de dinoflagelados, principalmente os quistos conhecidos como histricosferas, estes acritarcas foram considerados como uma forma mais antiga daquele filo. No entanto, eles não possuem a estrutura típica dos fósseis de dinoflagelados, tais como o cingulum e o poro de enquistamento; além disso, vários outros grupos de algas formam quistos com aspecto semelhante.
Uma vez que não é possível fazer estudos genéticos destas formas, não se sabe exactamente como classificá-los, mas pensa-se que possam formar um táxon relacionado com algumas das divisões de algas eucarióticas.